# IC 5166
IC 5166 је појединачна звијезда у сазвјежђу Пегаз која се налази на листи објеката дубоког неба у Индекс каталогу.
Деклинација објекта је + 27° 2' 54" а ректасцензија 22h 5m 58,2s.